# Mica Suárez
Micaela Solange Suárez (Laferrere, Provincia de Buenos Aires; 23 de junio de 1996), conocida como Mica Suárez, es una youtuber, actriz y cantante argentina. Saltó a la fama cuando comenzó a realizar diversos vídeos de comedia y entretenimiento en su canal de YouTube llamado «Smicax», al que luego renombró como «Mica Suárez», y que cuenta con más de tres millones de suscriptores y la llevó a ganar varios premios, protagonizar obras de teatros y ficciones para televisión. En 2018, Hill & Knowlton nombró a Suárez como una de las 10 youtubers más influyentes de Argentina.

## Carrera profesional
Micaela Suárez comenzó su carrera en 2010, realizando videos de comedia en Facebook, los cuales los subía a un grupo de la plataforma llamado «JBAM», dedicado al cantante canadiense Justin Bieber.
En 2011 decidió abrir un canal de YouTube; en un comienzo llamado «Smicax», luego renombrado «Mica Suárez». Allí comenzó a subir contenido humorístico, sketches, vlogs de viajes, entre otros. Al poco tiempo, el número de sus suscriptores fueron en aumento logrando convertirse en una de las youtubers mujeres más populares Argentina. Dentro de su canal, colaboró con varios youtubers como Kevsho, Lionel Ferro, El Demente, Angie Velasco, Julián Serrano, BajoNingúnTérmino, entre otros.
En abril de 2017, le llegó su primera oportunidad en la actuación cuando Suárez fue fichada para interpretar a Florencia en la serie web Secretarias junto a Luli Torn para Telefe. En septiembre, ganó el premio a Youtuber favorito en los Kids' Choice Awards Argentina. Ese mismo año, participó junto a Gonza Fonseca, Kevsho y Julianero en la obra teatral El círculo dirigida por Nicolás Scarpino y Sebastián Irigo, en la cual jugó el papel de Delta, realizaron una gira nacional y tuvo una segunda temporada en 2018 que finalizó en el teatro Gran Rex.
En noviembre de 2018, Suárez es convocada por el director de cine José Cicala para formar parte de la película Sola, donde compartió escenas con Araceli González. Asimismo, fue nominada a los Kids Choice Awards de Estados Unidos.
A principios de 2019, Micaela protagonizó junto a Angie Velasco la obra Casi perfectas dirigida por Laura Eva Avelluto. Asimismo, Suárez formó parte de la telenovela Pequeña Victoria, donde interpretó a Faustina Tiscronia, la hija de los personajes de Facundo Arana y Celina Font.

## Filmografía

### Cine
| Año  | Título                  | Papel                    | Notas        |
| ---- | ----------------------- | ------------------------ | ------------ |
| 2021 | Misfit, eres o te haces | María José «Majo» Guerra |              |
| 2021 | Sola                    | Nadia                    |              |
| 2022 | Stars and Freckles      | Emiliano (voz)           | Cortometraje |

### Televisión
| Año  | Título           | Papel              | Canal  |
| ---- | ---------------- | ------------------ | ------ |
| 2019 | Pequeña Victoria | Faustina Tiscornia | Telefe |

### Web
| Año  | Título      | Papel     | Plataforma |
| ---- | ----------- | --------- | ---------- |
| 2017 | Secretarias | Florencia | Telefe.com |

## Teatro
| Año       | Título                   | Papel        | Lugar         |
| --------- | ------------------------ | ------------ | ------------- |
| 2017-2018 | El circulo               | Delta        | Gira nacional |
| 2019      | Casi perfectas           | Ella misma   | Gira nacional |
| 2022      | Tita, llamarada pasional | Tita Merello | Teatro Astral |

## Discografía

### Sencillos
| Año  | Título  |
| ---- | ------- |
| 2025 | «Ojalá» |

## Premios y nominaciones
| Año  | Organización                  | Categoría                            | Trabajo                | Resultado | Ref(s) |
| ---- | ----------------------------- | ------------------------------------ | ---------------------- | --------- | ------ |
| 2016 | Kids' Choice Awards Argentina | Youtuber favorito                    | Ella misma             | Nominada  | [ 10 ] |
| 2017 | MTV Millenial Awards          | Instacrush                           | Ella misma             | Nominada  | [ 11 ] |
| 2017 | Kids' Choice Awards Argentina | Youtuber favorita                    | Ella misma             | Ganadora  | [ 12 ] |
| 2017 | Premios Los Más Clickeados    | Youtuber del año                     | Ella misma             | Nominada  | [ 13 ] |
| 2017 | Fans Awards                   | Crack de redes                       | Ella misma             | Ganadora  | [ 14 ] |
| 2017 | Fans Awards                   | Mejor fandom                         | Fans de Micaela Suárez | Nominada  | [ 14 ] |
| 2017 | Premios Martín Fierro Digital | Mejor youtuber                       | Ella misma             | Nominada  | [ 15 ] |
| 2017 | Premios Martín Fierro Digital | Mejor de lo más visto en Youtube     | Ella misma             | Nominada  | [ 15 ] |
| 2018 | Kids' Choice Awards           | Estrella latina favorita de Internet | Ella misma             | Nominada  | [ 16 ] |
| 2018 | MTV Millennial Awards         | Instagrammer nivel Dios - Argentina  | Ella misma             | Nominada  | [ 17 ] |
| 2018 | Kids' Choice Awards Argentina | Youtuber cómico favorito             | Ella misma             | Nominada  | [ 18 ] |
| 2018 | Fans Awards                   | Youtuber trendy                      | Ella misma             | Nominada  | [ 19 ] |
| 2019 | Premios Martín Fierro Digital | Mejor youtuber                       | Ella misma             | Nominada  | [ 20 ] |
| 2019 | Premios Los Más Clickeados    | Youtuber del año                     | Ella misma             | Nominada  | [ 21 ] |
| 2023 | Kids' Choice Awards México    | Celebrity crush                      | Ella misma             | Nominada  | [ 22 ] |